# Rilevamento di caratteristiche
In computer vision, e nell'elaborazione digitale delle immagini, il concetto di rilevamento di caratteristiche (feature detection) o riconoscimento di caratteristiche racchiude una serie di metodi per l'estrapolazione di informazioni da una immagine e per prendere decisioni locali sull'esistenza o meno di una caratteristica in quel determinato punto. Le caratteristiche risultanti saranno un sottoinsieme del dominio dell'immagine, spesso in forma di punti isolati, curve continue o regioni connesse.
Non esiste una definizione universale ed esatta di cosa costituisca una caratteristica dell'immagine (image feature), e la definizione esatta spesso dipende dal problema o dal tipo di applicazione.
Le caratteristiche sono usate spesso come punto di partenza da molti algoritmi di computer vision.
Una proprietà desiderabile per un rilevatore di caratteristiche è la ripetibilità: se la stessa caratteristica sia rilevata in due o più differenti immagini della stessa scena.
È un'operazione di elaborazione delle immagini di basso livello, che ed esamina ogni pixel. È la prima operazione che si fa su un'immagine.
Se invece fa parte di un algoritmo, allora di solito esamina solamente la regione individuata.
Come prerequisito, il rilevamento di caratteristiche riceve una immagine in ingresso smussata da un nucleo gaussiano in una rappresentazione in spazio di scala.

## Tipi di caratteristiche di immagini
- Bordi
- Angoli/punti di interesse
- Blob/regioni di interesse
- Creste

## Rilevatori di caratteristiche
| Feature detector            | Contorni | Angoli | Regione |
| --------------------------- | -------- | ------ | ------- |
| Canny                       | X        |        |         |
| Sobel                       | X        |        |         |
| Harris & Stephens / Plessey | X        | X      |         |
| SUSAN                       | X        | X      |         |
| Shi & Tomasi                |          | X      |         |
| Level curve curvature       |          | X      |         |
| FAST                        |          | X      | X       |
| Laplaciana di una gaussiana |          | X      | X       |
| Differenze di Gaussiane     |          | X      | X       |
| Determinante dell'Hessiana  |          | X      | X       |
| MSER                        |          |        | X       |
| PCBR                        |          |        | X       |
| Blob a livelli di grigio    |          |        | X       |